# Банијски партизански одред
Банијски народноослободилачки партизански (НОП) одред је био партизанска јединица у саставу Народноослободилачке војске и партизанских одреда Југославије током Другог светског рата у Хрватској.

## Историјат
Формиран је почетком децембра 1941. од два батаљона. Најпре је био под командом штаба народноослободилачки партизанских одреда за Кордун и Банију. Дејствовао је успешно на железничкој прузи Сисак—Костајница—Суња и при ликвидацији окупаторских, усташких и домобранских упоришта у Банији. Од 16. априла 1942. био је под непосредном командом ГШ НОП одреда Хрватске, а од 1. јуна под Штабом Прве оперативне зоне Хрватске. До краја јула у саставу Одреда формирани су 3, 4, 5, Ударни батаљон и Пролетеррка чета. У септембру извршена је реорганизација Одреда. Од његових бораца формиране су 7. и 8. банијска бригада и три батаљона Команде подручја Баније. Од подручних батаљона 23. октобра поново је формиран Одред који је од 21. децембра под командом Штаба 1. корпуса Хрватске. У борбама 1942. против домобрана и усташа Одред је имао успеха нарочито код Маје, Храбовца, Суње, у нападу на Босански Нови и у одбрани летине. Под притиском окупаторских и квислиншких снага Одред се неколико пута пребацивао у Босанску крајину и Кордун, а делове Одреда упућивао је у Мославину ради јачања НОБ. У почетку четврте непријатељске офанзиве Одред је имао знатне успехе; касније под притиском непријатеља напустио је Банију, али се у фебруару 1943. вратио и до маја поново ослободио њен већи део. Од људства Одреда и нових бораца 1. маја 1943. формирана је 4. банијска бригада и нови Одред који је у своме саставу имао три батаљона и једну чету. Отада је дејствовао у саставу Унске оперативне групе и истакао се у борбама код Глине јануара 1944, а у мају код Тргова, Комоговине и Топуског (приликом напада Немаца на Кордун и Банију). Од 10. јуна 1944. до краја априла 1945. Одред је под командом Штаба 7. дивизије.